# Nação mais favorecida
Nação mais favorecida é um status que uma nação atribui a outra no comércio internacional. Significa que a nação beneficiada terá garantidas as vantagens comerciais – como redução de tarifas – que qualquer outra nação recebe.
Os membros da Organização Mundial do Comércio assumem este acordo entre si, exceto quando existem acordos regionais como área de livre comércio e união aduaneira.
Antigamente, o status de nação mais favorecida era usado em acordos bilaterais entre Estados.

## Histórico
A forma mais antiga do status de nação mais favorecida pode ser encontrada no início do século XI. A forma atual do conceito apareceu no século XVIII, quando a distinção entre o status “condicional” e “incondicional” de nação mais favorecida começou a ser aplicada. No início do comércio internacional, o status de “nação mais favorecida” normalmente era utilizado em acordos entre duas partes, negociados estado por estado. Duas nações poderiam acordar um tratado de “nação mais favorecida” entre si. 
Em 1667, a Espanha deu à Inglaterra o status comercial de “nação mais favorecida” no Tratado de Madrid. No final do século XIX e início do século XX, condições de nação mais favorecida foram impostas em nações da Ásia pelas potências ocidentais. Um exemplo particular é o Tratado de Nanquim, que fez parte da série de tratados desiguais. Foi implementado após os resultados da Primeira Guerra do Ópio entre a Grã Bretanha e a China da  Dinastia Qing.
Após a Segunda Guerra Mundial, os acordos de tarifa e comércio passaram a ser negociados simultaneamente, por todas as partes interessadas, através do Acordo Geral de Tarifas e Comércio (GATT), que em 1995 resultou na Organização Mundial do Comércio. A OMC requer que os seus membros concedam o status de “nação mais favorecida” entre si. Após a Segunda Guerra Mundial, a cláusula de “nação mais favorecida” também foi incluída na maioria dos tratados bilaterais de investimentos concluídos entre países importadores e exportadores de capitais.